# Montparnasse

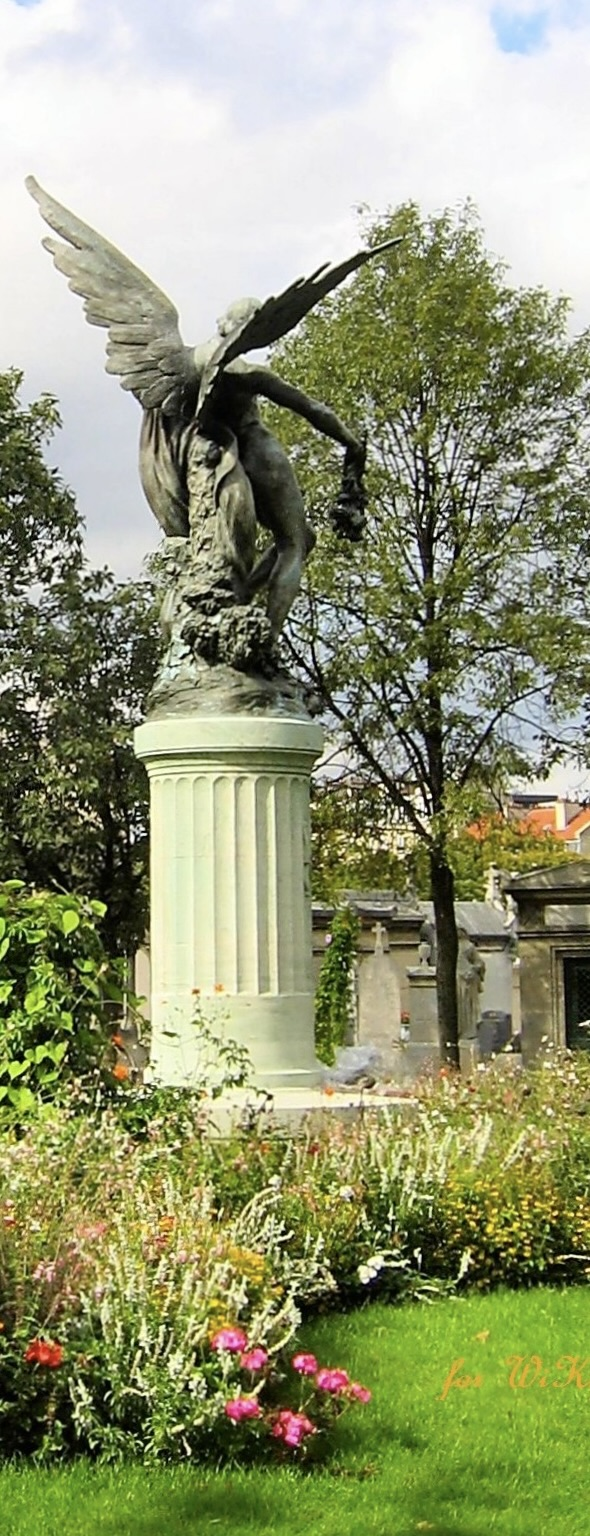
Montparnassekyrkogården och Montparnassetornet

Montparnasse, officiellt Quartier du Montparnasse, är en stadsdel i Paris, Frankrike, på Seines vänstra strand. Den fick sitt namn på 1600-talet genom att Sorbonnestudenterna ofta vistades där och uppkallade platsen efter Parnassos. Montparnasse är känd som ett centrum for konstnärs-, turist- och nöjeslivet i Paris med sina många restauranger och caféer.
Där finns bland annat det berömda konstnärscaféet Closerie des Lilas där August Strindberg och många andra författare och konstnärer satt och drack absint, Montparnassekyrkogården, skyskrapan Montparnassetornet, torget Place Denfert-Rochereau och järnvägsstationen Gare Montparnasse.

## Galleri

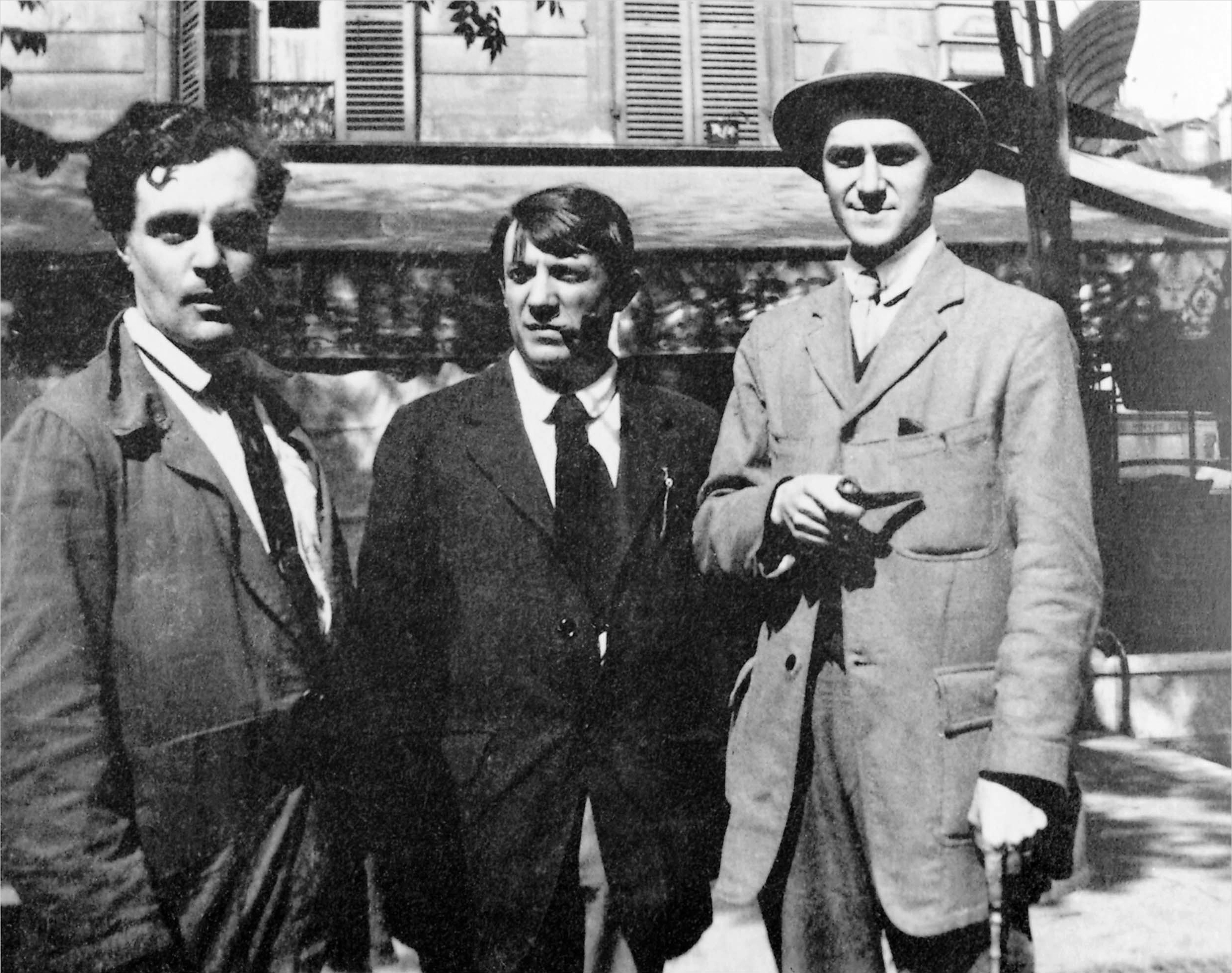
Amedeo Modigliani, Pablo Picasso och André Salmon bodde och arbetade i Montparnasse. Foto: Jean Cocteau 1916.
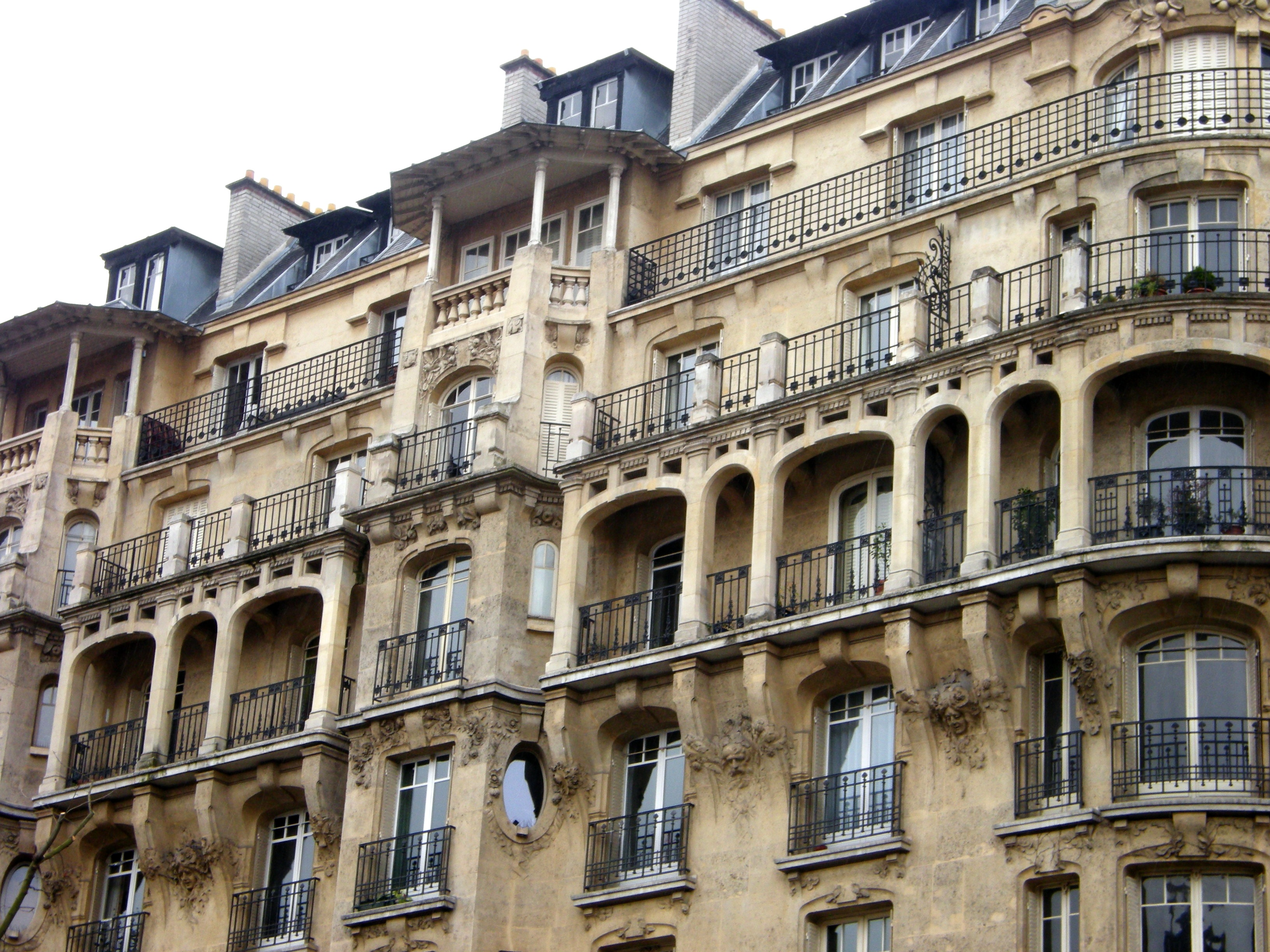
Bild från Boulevard du Montparnasse.
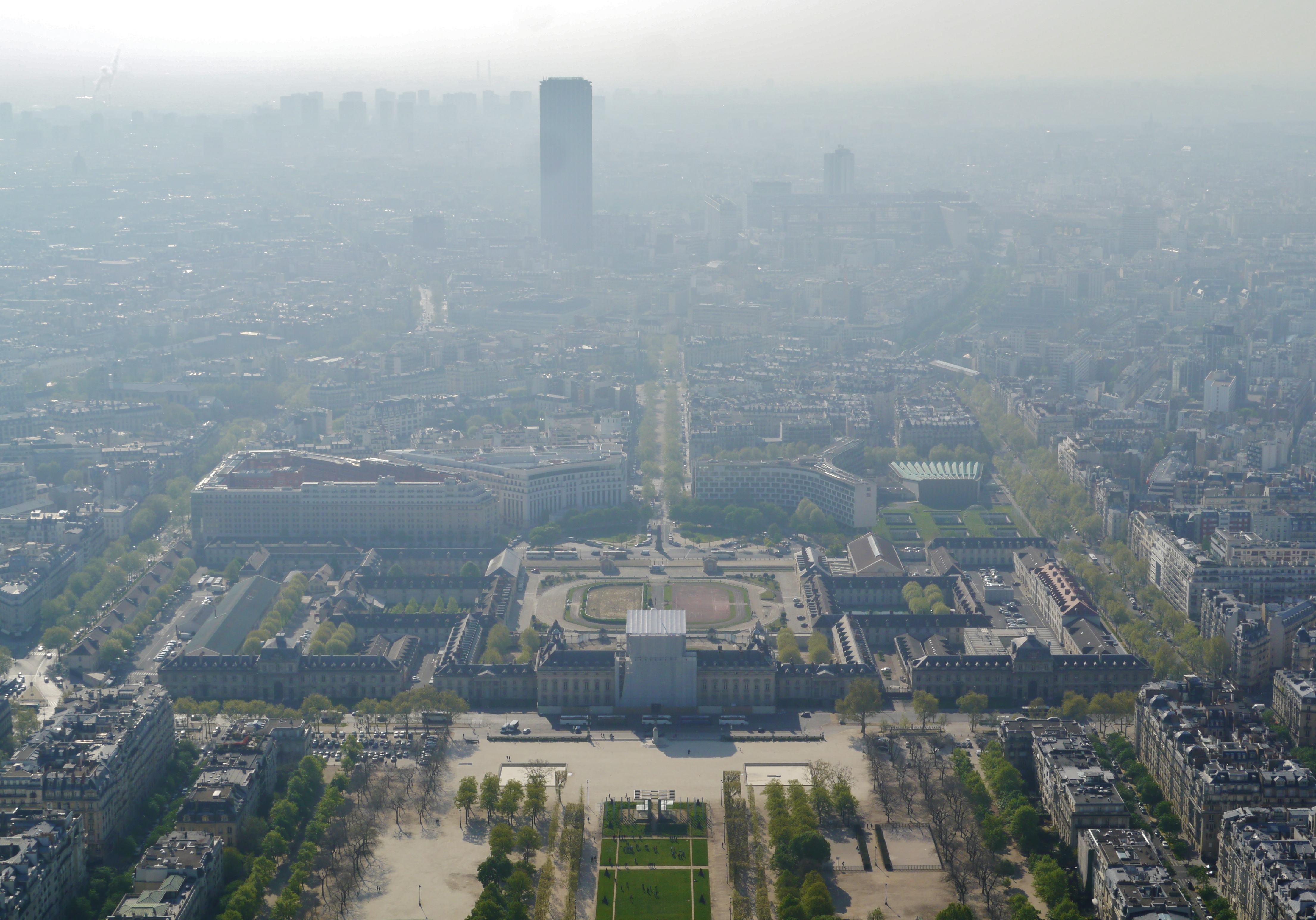
Utsikt mot Montparnasse från Eiffeltornet.
Kvarteren i 14e arrondissement.
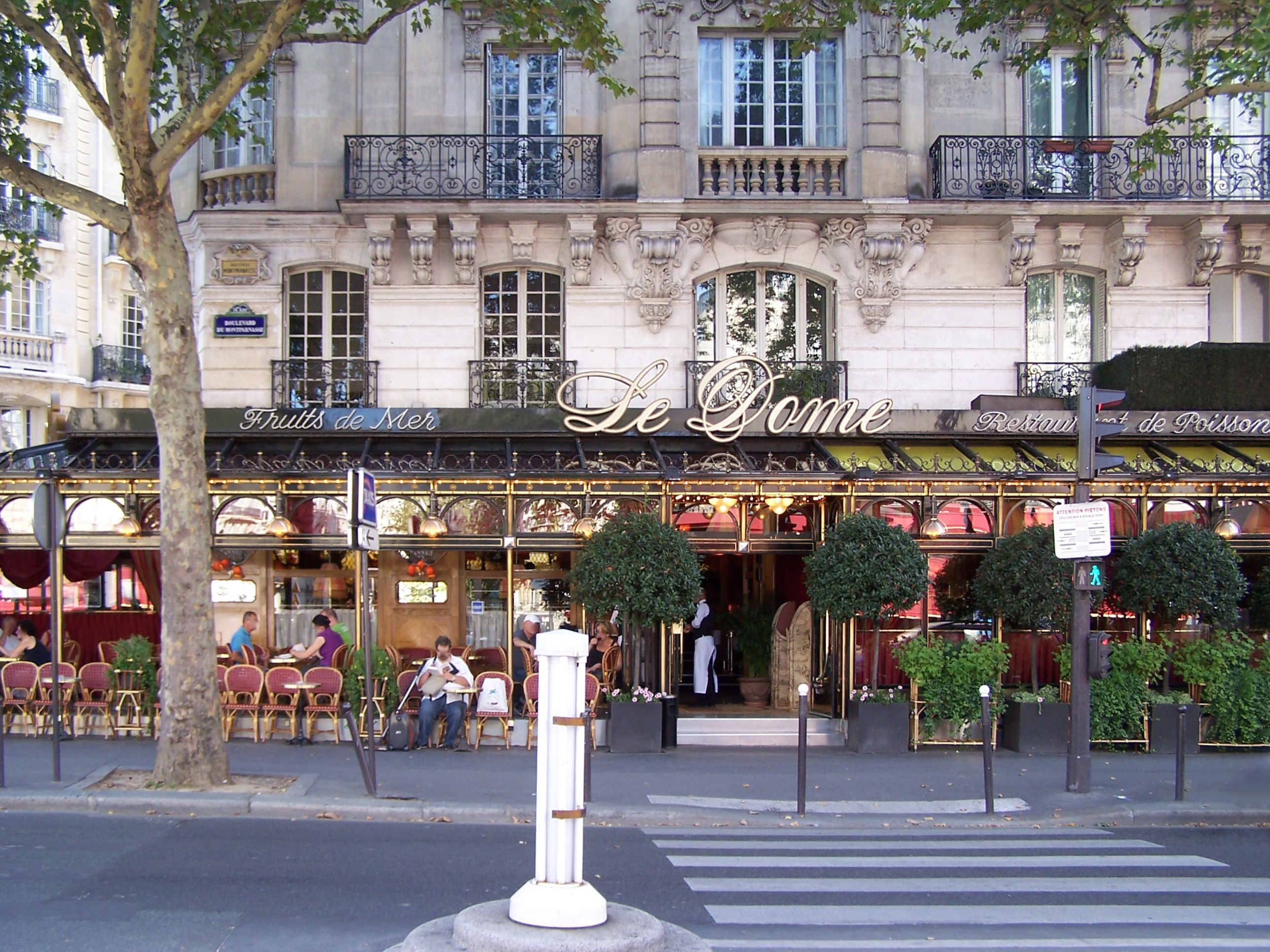
Café Le Dôme.